# Holzmarkt 3 (Hannover)

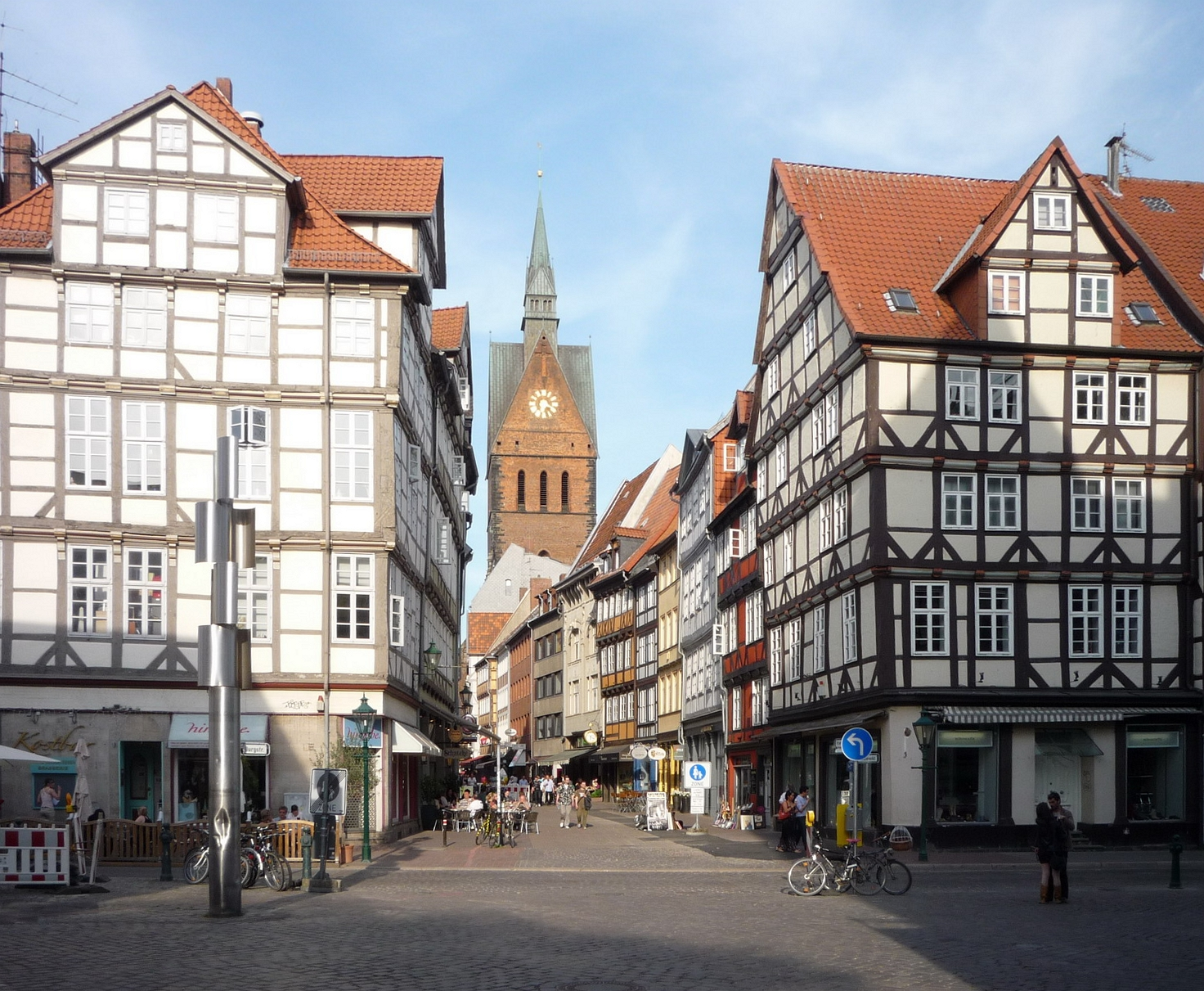
Das Eckgebäude Holzmarkt 3 (rechts) als Eingangsbau zur Kramerstraße;
mit dem Turm der Marktkirche im Hintergrund

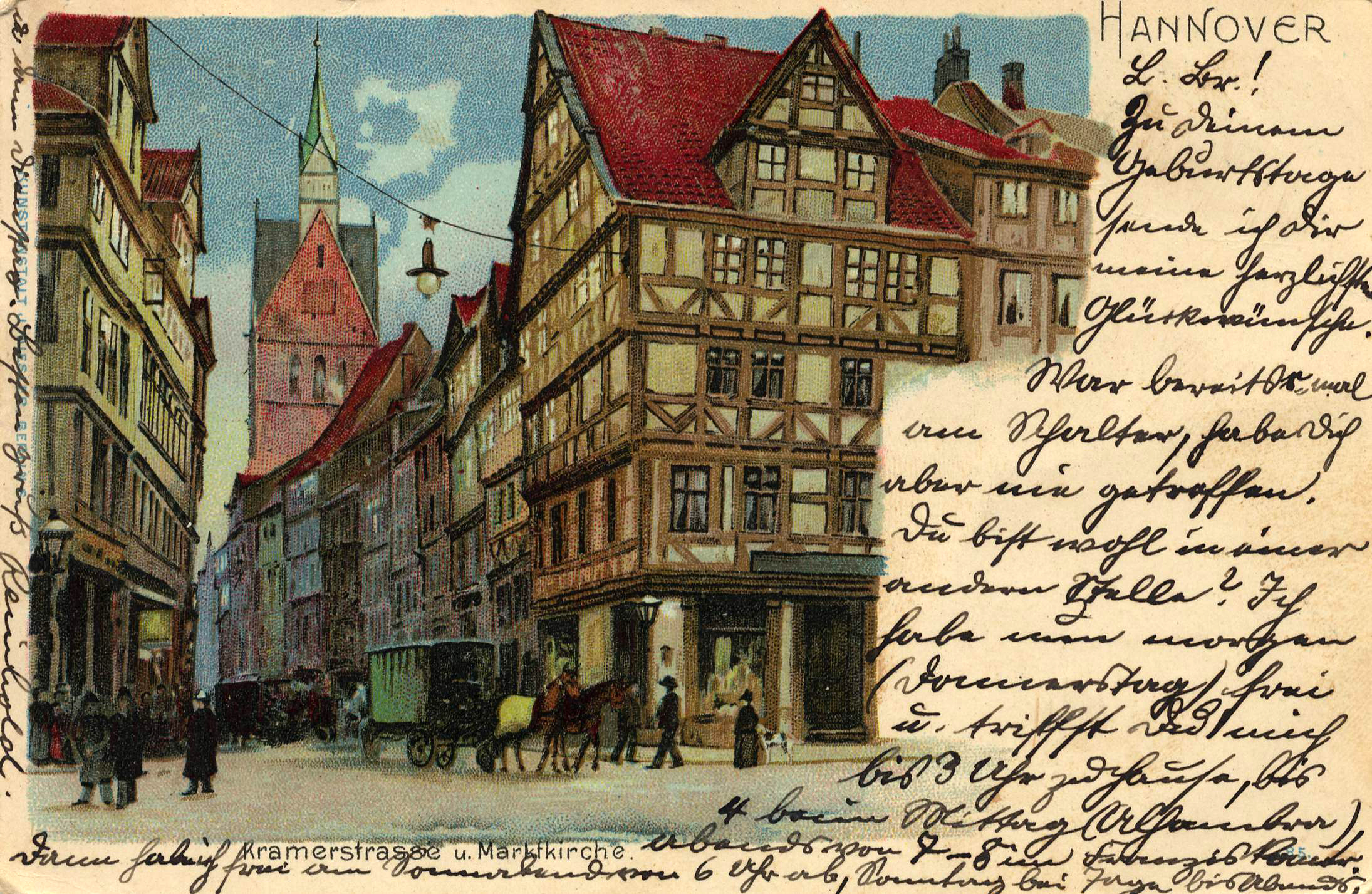
Ähnlicher Blick um 1900 mit Pferdekutsche als Lithographie Nummer 85 der Kunstanstalt Johannes Miesler, Berlin

Holzmarkt 3 lautet die Adresse eines denkmalgeschützten, aus dem 17. Jahrhundert stammenden Fachwerkhauses in der Altstadt von Hannover.

## Geschichte und Beschreibung

Das Eckhaus mit dem Hoflieferanten G. W. Mercklin im Ladengeschäft;
Ansichtskarte Nr. 37 von G. Alpers jun., Lichtdruck, um 1898

Das gut zwei Jahrzehnte nach dem Dreißigjährigen Krieg um das Jahr 1660 errichtete Gebäude am Holzmarkt Ecke Kramerstraße mit seinen vier vorkragenden Geschossen wurde mit seinem Giebelerker, dem Zwerchhaus, zur Holzmarktseite ausgerichtet. An der Fassade blieben die Balkenköpfe unverkleidet sichtbar, während die Füllhölzer gleich profiliert über abwechselnden Fußknaggen eingesetzt wurden.
Zu dem Grundstück der Immobilie gehörte ursprünglich auch das Nachbargrundstück in der Kramerstraße. Mit dem Eigentum war jahrhundertelang auch die noch aus dem Mittelalter stammende Braugerechtsame verbunden.
Zur Zeit des Königreichs Hannover wurde das Ladengeschäft im Erdgeschoss des Hauses um das Jahr 1830 neu ausgestattet. Als kurze Zeit später nach dem Ende der Personalunion zwischen Großbritannien und Hannover durch den Einzug von König Ernst August Hannover im Jahr 1837 wieder zur Residenzstadt geworden war, wurde der Eigentümer des Hauses am Holzmarkt mit der damaligen Billetnummer 1043 G. W. Mercklin zum Hof-Materialisten und zum Tee- und Kolonialwarenhändler „Seiner Königlichen Hoheit des Kronprinzen“ erhoben, des späteren Königs Georg V.
Nach der Gründung des Deutschen Kaiserreichs war das Ladengeschäft G. W. Mercklin am Holzmarkt 3 auf den Inhaber Ernst Sengstadt übergegangen, während im Jahr 1888 die Kaufmanns-Witwe Dorette Mercklin gemeinsam mit Hermann Mercklin das Haus Weinstraße 12 bewohnte, während die unternehmerischen Aktivitäten der Familie sich seit 1870 und 1871 durch den Bankier Gustav Mercklin, zugleich Geschäftsführer des Hannoverschen Künstlervereins, und seinen Teilhaber Christian Heinrich Friedrich Schumacher auf das Bankhaus Mercklin & Schumacher im nahegelegenen Hause Burgstraße 40 konzentrierten.
Noch gegen Ende der Weimarer Republik berichtete der Denkmalpfleger Arnold Nöldeke, dass sich die Ladenausstattung aus der Zeit um 1830 noch teilweise erhalten habe.

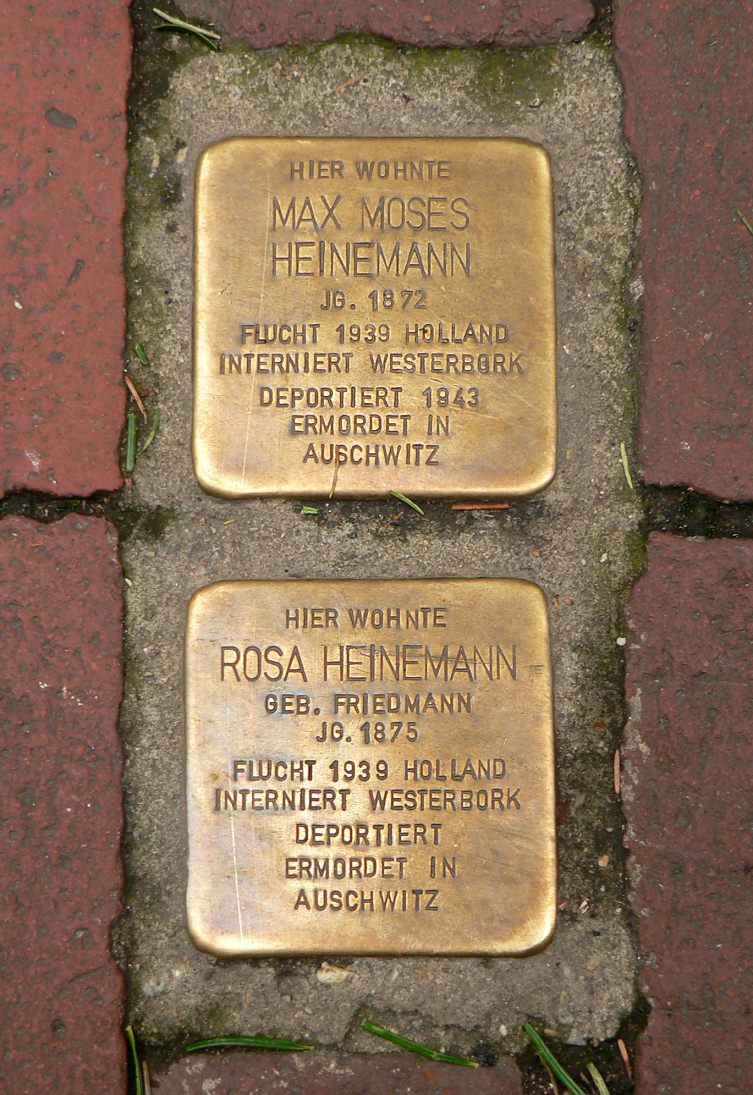
Stolpersteine für die ermordeten Max Moses und Rosa Heinemann vor dem Gebäude

Zur Zeit des Nationalsozialismus hatten hier im Hause Holzmarkt 3 Max Moses Heinemann (Jahrgang 1872) und Rosa Heinemann, geborene Friedmann (Jahrgang 1875) ihren letzten freiwilligen Wohnsitz, bevor sie beide 1939 in die Niederlande flohen. Dort wurden sie während des Zweiten Weltkrieges von den Nazis zunächst im Durchgangslager Westerbork interniert, bevor sie von dort aus deportiert und schließlich im KZ Auschwitz ermordet wurden.